# Los pasos dobles
Los pasos dobles es el quinto largometraje dirigido por Isaki Lacuesta. Ha sido estrenado el 23 de septiembre de 2011 y obtuvo la Concha de Oro del Festival Internacional de Cine de San Sebastián de ese mismo año.
Se trata de una ficción de aventuras, en tono documental, sobre el viaje experimental de una expedición a las tierras del desierto de África, con el pintor Miquel Barceló a la cabeza, con la idea de encontrar un particular "tesoro" enterrado (unas pinturas ubicadas en un refugio militar), según la biografía novelada, ya sea real o no, del artista francés François Augiéras. Los pasos dobles sigue la estructura de un juego, cual yincana; una serie de pistas sobre el terreno llevan a la consecución del premio: un baobab en forma de esqueleto, un amuleto de bronce, un pez de piedra, objetos que pueden conducir a la galería pictórica que reside debajo de las arenas del desierto.

## Argumento
Un supuesto artista francés desconocido del siglo XX, François Augiéras, dejó un interesante legado pictórico en un búnker militar en el desierto de África, que, según la leyenda, ha quedado sepultado bajo la arena. Cien años después, el pintor Miquel Barceló se ha embarcado en una aventura por tierras africanas tras la pista de la obra perdida de Augiéras, en una increíble experiencia vital que le ha llevado a conectar con la sencillez y la hospitalidad de las tribus autóctonas de la zona.